# Yambuk

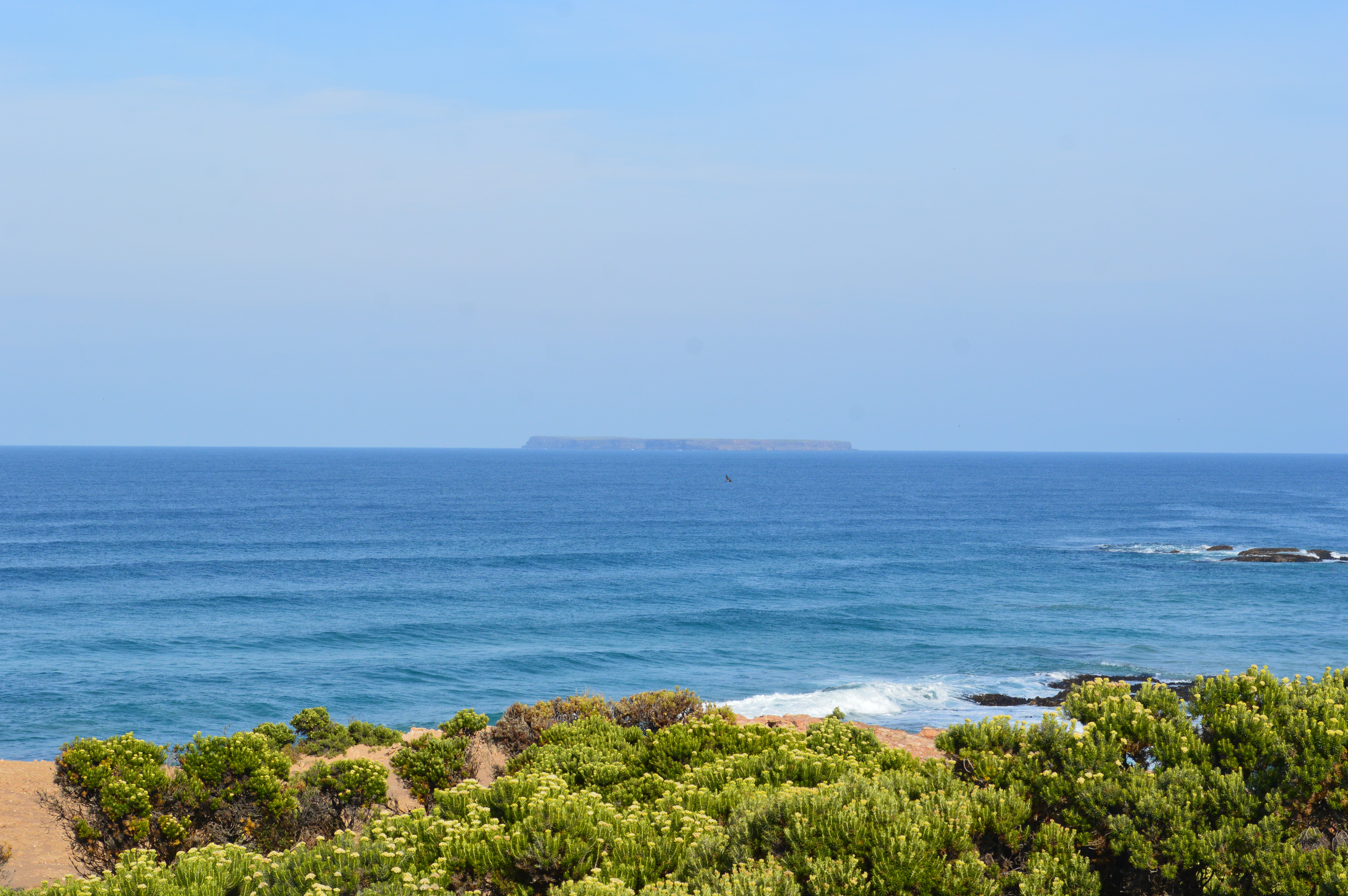

Yambuk est une ville dans l'État de Victoria, en Australie. Le canton a été établi dans les années 1850, le bureau de poste a ouvert le 1er mars 1859.
Au recensement de 2006, la ville et les environs comptaient 540 habitants.